# سانینگ
longitudeسانینگlatitudeسانینگ
سانینگ (به انگلیسی: Sonning) یک روستا و محله مدنی در انگلستان، شرق ردینگ و در مسیر تیمز است که در وکینگهام واقع شده‌است.

## خصوصیات
سانینگ ۱٬۴۴۵ نفر جمعیت دارد.

## ساکنان سرشناس

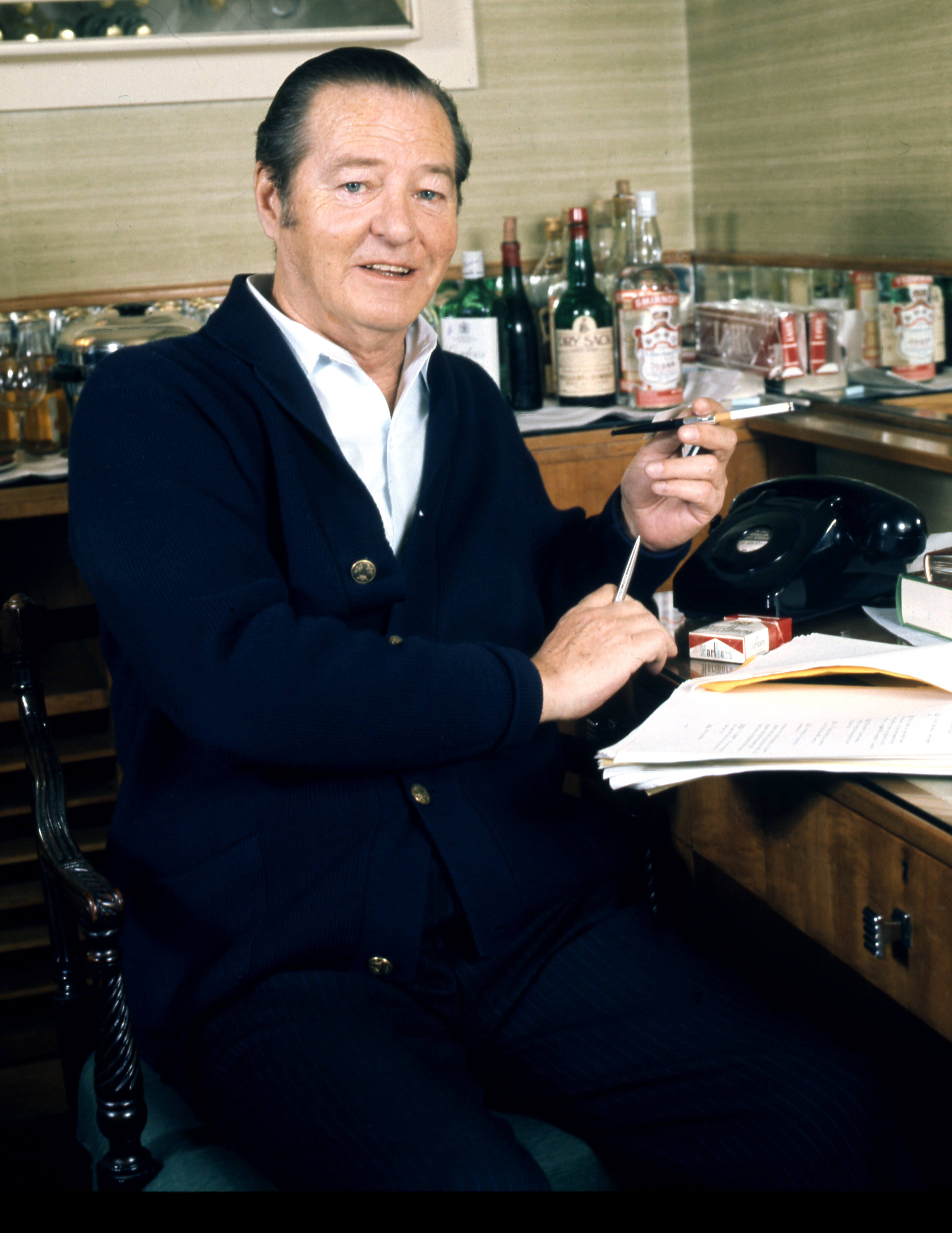
نمایشنامه نویس ترنس رتیگان، ساکن سانینگ، ۱۹۴۵–۴۷.

- دوایت آیزنهاور، قبل‌از پیاده شدن در نرماندی
- یوری گلر
- گلن هادل، سرمربی فوتبال و فوتبالیست سابق
- ویلیام هولمن هانت
- جان لرد[۳]
- ترزا می، از ۲۰۱۶, نماینده مجلس
- جیمی پیج[۴][۵]
- ترنس رتیگان
- جرج کلونی[۶][۷]